# Over Logging
Over Logging is de zesde aflevering van 12de seizoen van South Park die op 16 april 2008 is uitzonden op Comedy Central. De aflevering is een parodie op De druiven der gramschap door John Steinbeck en de verfilming daarvan.

## Verhaal
De aflevering begint met het gezin Marsh dat 's nachts nog steeds online op internet is: Stan zit op YouTube, Shelley zit te chatten met haar internetvriend Amir uit Montana en Randy bekijkt porno. Sharon stuurt ze allemaal naar bed omdat het al laat is, maar de volgende dag ontdekken ze dat hun internet niet meer werkt. Ze haasten zich naar de Broflovski's voor internet, maar hun internet werkt ook al niet. Beide families gaan met de auto naar de Starbucks voor draadloos internet, maar wanneer ze daar aankomen blijkt dat het hele dorp daar voor deur staat en niemand in South Park internet heeft. Ze kijken daar naar het nieuws en het blijkt dat het internet in het hele land is uitgevallen. Na acht dagen zonder internet vertrekt het gezin Marsh naar Silicon Valley, Californee Way (Californië) omdat het gerucht gaat dat daar nog wel internet is. Ze overnachten bij een kampeerplaats. Daar ontmoeten ze een reiziger die naar Californië is geweest voor internet. Hij vertelt dat daar inderdaad internet is maar niet genoeg internet is waardoor als iedereen in Californië tegelijk internet gebruikt dat het internet dan héél érg langzaam werkt.
De volgende dag bereiken de Marsh's Californië. Ze komen in een internetkamp van het Rode Kruis. Het internetsignaal is erg zwak en iedere familie krijgt per dag slechts 40 seconden internet. Randy zegt dat dat niet eens genoeg tijd is om Wikipedia te checken. Shelley is kwaad omdat ze nog steeds niet met Amir kan chatten en haar boosheid en frustratie richt ze op Stan af. Randy gaat onmiddellijk naar een bewaker toe en zegt dat hij alles wil zien waar hij op klikt en dat hij in twee weken tijd niet heeft gemasturbeerd. De bewaker zegt dat hij maar terug moet gaan naar het Playboy Magazine. Hierna komt Randy een reiziger tegen die de oplossing voor zijn probleem heeft. Hij heeft namelijk een zogenaamde 'Internet Porno Simulator'. Na afloop vertelt de reiziger aan Randy dat er 49 dollar van zijn creditcard wordt afgetrokken. De computer van het kamp wordt alleen maar overdag gebruikt. 's Nachts wordt de computer bewaard in een afgesloten schuur. Randy weet in de schuur te komen en het internet te gebruiken en bekijkt porno. Daarna komt er geschreeuw uit de schuur en komt een bewaker binnen en ziet dat Randy onder de sperma zit. Hij beweert dat er spook is geweest en dat het ectoplasma is. De bewaker laat zien dat hij van het internet gebruik heeft gemaakt.
Ondertussen zendt de regering de beste wetenschappers van het land om het internet te repareren. Het internet is hier een gigantische machine waarvan de wetenschappers maar niet weten hoe ze het moeten reparen. Wat er allemaal gebeurt wordt op tv uitgezonden. Kyle ziet het, herinnert zich wat hij aan het begin deed in de aflevering, en weet misschien wat de oplossing is. Kyle wordt speciaal door de regering uitgenodigd om het internet te repareren. Hij trekt simpelweg de stekker van het "internet" (een gigantische Linksys-router) eruit en dan weer erin. Tot ieders verbazing werkt het internet hierdoor weer.
Bij het kamp ontdekt iedereen dat het internet weer werkt. Shelley is blij omdat ze weer met Amir kan chatten. Ze ontmoet Amir bij het kamp. Zijn familie is ook naar het kamp gekomen voor internet. De aflevering eindigt met Randy die zijn speech houdt in South Park. Hij zegt dat het internet met respect behandeld moet worden. Mensen moeten niet te vaak gebruikmaken van het internet en alleen van het internet gebruikmaken alleen als het echt nodig is. Want dan zal het internet weer uitvallen. En als laatste mag je maar maximaal twee keer per dag porno bekijken op het internet.